# Музеефикация архитектурного памятника

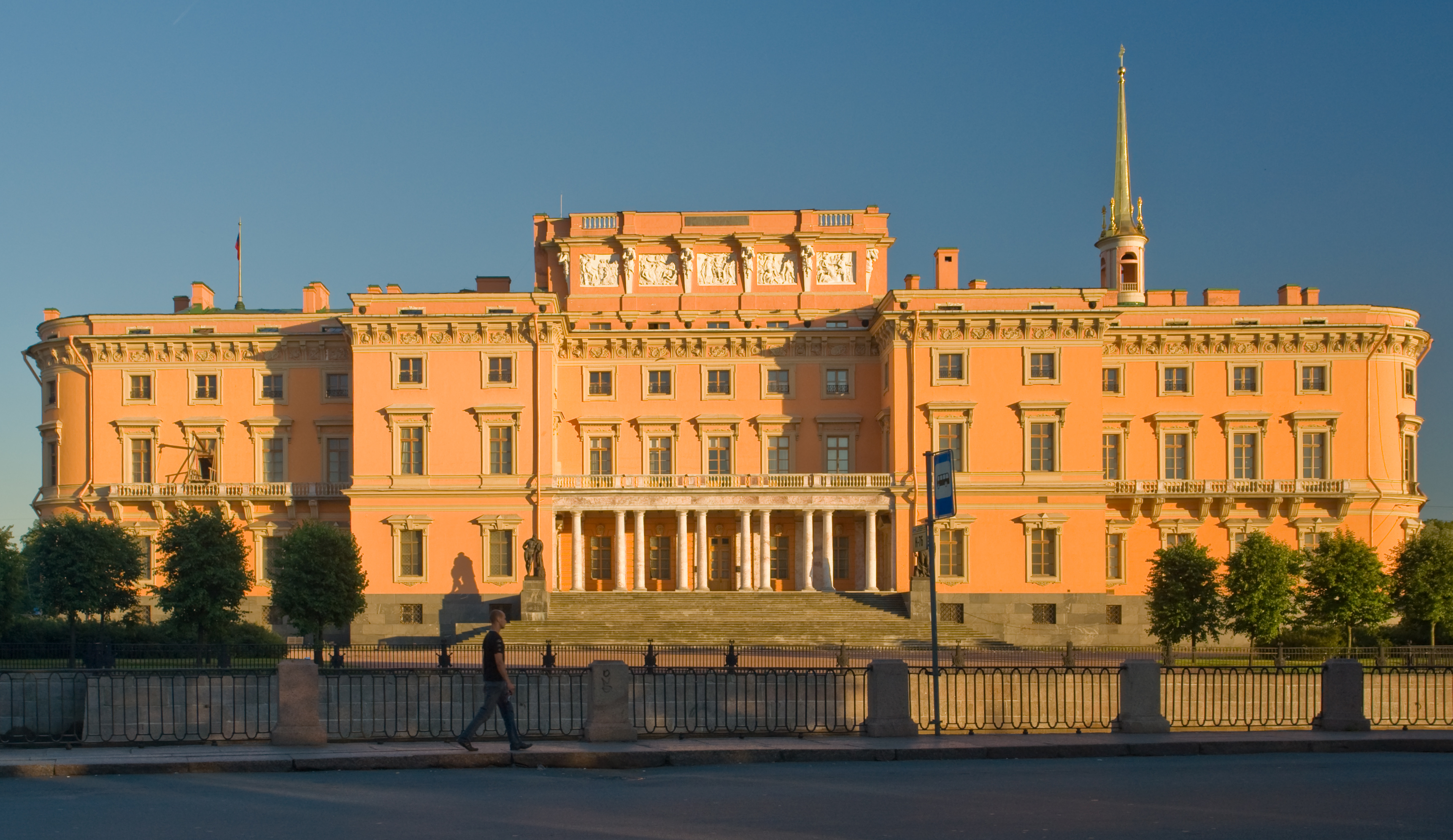
Михайловский замок, Санкт-Петербург. После реставрации в залах замка открыты постоянные экспозиции. К 300-летнему юбилею города были реконструированы и открыты сохранившиеся под землей фрагменты Воскресенского канала и Трёхпролётного моста

Музеефикация архитектурного памятника — это направление в рамках музейной деятельности и охраны памятников, сущность которого состоит в преобразовании недвижимых памятников истории и культуры, а также природных объектов в объекты музейного показа. Музеефикация стала неотъемлемой частью современной музейной практики.
Процесс превращения движимых и недвижимых памятников истории, природы в объект музейного показа предполагает исследование памятника, его консервацию и реставрацию, сохранение и воссоздание художественно-архитектурных интерьеров, природной и культурно-исторической среды, интерпретацию памятника посредством организации постоянных экспозиций и выставок, а также организацию необходимых условий для его обзора. Особую группу в рамках музеефикации недвижимых памятников составляют мемориальные объекты, общественная ценность которых быстро признаётся в обществе.

## История возникновения термина «музеефикация»
Музеи уже много десятилетий вели активную деятельность по музеефикации недвижимого и нематериального наследия, а музееведение по-прежнему провозглашало сферой своей деятельности только движимые музейные предметы. Бурное развитие музеологии как научной дисциплины приходится на 1960—1980-е годы. Именно в эти годы музееведение становится самостоятельной дисциплиной: создаются обобщающие труды, вырабатывается специфический язык, который закрепляется в словарях и активно используется на международном уровне. Когда в 1980-х гг. шла работа над терминологическим аппаратом музееведения и составлялся 20-язычный глоссарий, термин «музеефикация» даже не был в него включён. Фактор, не позволивший сразу включить термин «музеефикация» как равноправное направление музейной деятельности в структуру новой научной дисциплины, связан со сложившейся в западной музейной теории традиции противопоставлять музеи и недвижимое наследие.
Понятие «музеефикация» впервые было употреблено в 1920-х гг. в трудах Ф. И. Шмидта, но утвердилось в профессиональном языке музейных специалистов после организации в СССР первых музеев-заповедников, то есть с конца 1950-х гг. Однако в 1960-х — 1970-х гг. проблемы музеефикации ставились и обсуждались в основном специалистами по охране и реставрации памятников истории и культуры. Процесс становления музееведения как научной дисциплины при этом шел параллельно, проблематика музеефикации затрагивалась специалистами-музееведами лишь эпизодически.

## Направления музеефикации
На современном этапе музеефикация памятников архитектуры осознаётся как деятельность, развивающаяся в двух направлениях:
- Понимание исторических и художественных особенностей памятника, которое позволяет превратить его в самостоятельный объект музейного показа как при наличии в нем музейных экспозиций, так и при их отсутствии. Музеефикация памятника представляет собой комплекс мероприятий, направленных на его реставрацию любым выбранным методом (консервация, воссоздание и т. д.) и создание необходимых условий для его функционирования в музейной среде.
- Размещение в памятнике архитектуры музея как культурной институции. При этом использование памятника для жизнедеятельности музея любого профиля неизменно подразумевает сохранение архитектурных форм и художественных особенностей зданий.

Выделенные направления процесса музеефикации разграничивают сферы применения самого термина в системе истории искусства и архитектуры, в науке об охране памятников, в теории реставрации и в музееведении. Искусствоведческий анализ позволяет увидеть памятник архитектуры в широком историческом контексте его существования, соотнести конкретные свойства с эстетическими критериями и идеалами эпохи, установить стилевую природу.
В музееведении данный термин определяет деятельность, направленную на активное включение памятников в культурную жизнь путём их приспособления для размещения музейной институции. Термин также применяется в рамках культурологии, рассматривающей памятники архитектуры в качестве объектов, возникших в результате исторических событий и явлений.